# 向畑
向畑（むこうばたけ）は、埼玉県越谷市の大字。郵便番号は343-0007。

## 地理
埼玉県の東部地域で、越谷市の東部に位置する。松伏町との境界を大落古利根川が流れる。西の境を新方川が流れる。地区の中央から東部にかけては大落古利根川が造り出した自然堤防による微高地で、集落が見られるが、西側の新方側周辺は耕地整理された主に水田などの農地となっている。

## 歴史
かつては向畑村であった。
- 1889年（明治22年）4月1日 - 町村制施行により、北川崎村、船渡村、大吉村、大松村、大杉村、弥十郎村、向畑村が合併し南埼玉郡新方村が成立し、向畑村は新方村の大字向畑となる。
- 1954年（昭和29年）11月3日 - 新方村が南埼玉郡越ヶ谷町、大沢町、増林村、桜井村、大袋村、荻島村、出羽村、蒲生村、大相模村と合併し越谷町が成立、越谷町の大字となる。
- 1958年（昭和33年）11月3日 - 越谷町が市制施行し越谷市の大字となる。
- 1968年（昭和43年）11月1日 - 大字向畑の一部が弥栄町成立に伴い編入される[4]。

## 世帯数と人口
2022年（令和4年）3月1日現在の世帯数と人口は以下の通りである。
| 町丁 | 世帯数  | 人口  |
| ---- | ------- | ----- |
| 向畑 | 424世帯 | 890人 |

## 小・中学校の学区
市立小・中学校に通う場合、学区（校区）は以下の通りとなる。
| 番地 | 小学校             | 中学校             |
| ---- | ------------------ | ------------------ |
| 全域 | 越谷市立新方小学校 | 越谷市立北陽中学校 |

## 交通

### 道路
- 埼玉県道・東京都道102号平方東京線
- 大杉公園通り
  - 堂面橋

## 施設
- 向畑香取神社
- 向畑公園
- 向畑集会所
- 観音堂